# 나두르

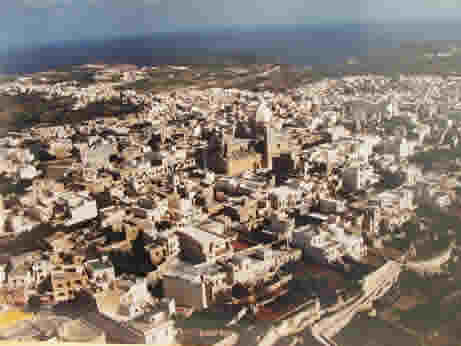
나두르 시가지

나두르의 위치

나두르(몰타어: Nadur)는 몰타 고조섬 북동부에 위치한 도시로 면적은 7.2km2, 인구는 4,181명(2005년 11월 기준), 인구 밀도는 580명/km2이다.

시기
시 문장